# پیام جهانمانی
پیام جهانمانی آهنگساز و نوازنده تار متولد ۱۳۶۰ در تهران است. پیام جهانمانی نخستین بار توسط مجموعه «معرفی هنرمندان جوان» زیر نظر حسین علیزاده شناخته شد. پیام جهانمانی در سی‌امین جشنواره موسیقی فجر شرکت داشت.

## زندگی‌نامه
پیام جهانمانی متولد پنج آذر ۱۳۶۰ خورشیدی در تهران است. پدرش که شیفتهٔ موسیقی بود امکان یادگیری موسیقی را برای او فراهم کرد و وی نزد مدرسان و استادان موسیقی آقایان حامی واعظ تقوی، کریم علیشاهی، حمید شجاعی، ارشد طهماسبی، بهروز همتی و حسین علیزاده به آموزش پرداخت. وی فارغ‌التحصیل دوره کارشناسی هنرستان موسیقی است.

## آثار
- ویله، دستگاه چهارگاه و آواز بیات اصفهان، آواز افسانه رثایی - مؤسسه وَن
- دستاس، سه نوازی تار بر اساس طرحی از پیام جهانمانی ــ موسسه فرهنگی هنری ماهور
- کنانه، تکنوازی تار در دستگاه سه گاه و بیات ترک ــ مؤسسه فرهنگی _ هنری ماهور[۳]
- سرخانه، آهنگسازی بر اساس شیوه‌های موسیقی قدیم ایران ــ مؤسسه فرهنگی _ هنری ماهور[۴]
- این گوشه تا اون گوشه، مجموعه موسیقی برای کودکان به آهنگسازی لیلا حکیم الهی ــ مؤسسه فرهنگی _ هنری ماهور[۵]
- رها، دو نوازی تار و تنبک به همراهی پژهام اخواص ــ مؤسسه فرهنگی _ هنری ماهور[۶]
- دیدار، دو نوازی تار و تنبک به همراهی بهزاد میرزایی ــ مؤسسه فرهنگی _ هنری ماهور[۷]
- معرفی هنرمندان جوان، به کوشش حسین علیزاده ــ مؤسسه فرهنگی _ هنری ماهور[۸]

## کنسرتها
جهانمانی در طول تحصیل اجراهای متعددی داشته‌است، اما کنسرتهای رسمی او به شرح ذیل است:
- کنسرت در فرهنگسرای نیاوران (۸۲–۸۳-خرداد، دی ۸۶ و تیر ۸۹)
- بزرگداشت داریوش زرگری (تالار رودکی)
- جشنوارهٔ تار نوازان - بزرگداشت حسین علیزاده (دانشگاه تهران)
- اجرا در جشن خانه موسیقی (۱۳۸۵)
- اجرا با گروه هم آوایان: تکنوازی تار در ایلام (۸۴) و همنوازی در کنسرت تهران (۸۶)